# 盗んでリ・リ・ス
『盗んで♥リ・リ・ス』（ぬすんでリリス）は、てぃんくるの漫画作品。『ガンガンパワード』（スクウェア・エニックス）2005年春季号（3月24日発売）・秋期号（9月24日発売）に読み切り掲載の後、2006年春季号（3月24日発売）から2008年12月号(10月22日発売)まで連載された。全3巻。2007年冬にはドラマCD化された。

## ストーリー
リリーナ・コラーディは貴族の家に生まれ、学業・運動神経とも申し分ない才能に恵まれていた。そのリリーナが抱える唯一の悩みは、大好きな兄のミッシェルが自分をヌードモデルにした絵ばかり描くこと。そこでリリーナはメイドのソフィアと協力し、怪盗リリスを名乗って美術館に展示されているミッシェルの絵を盗むようになる。しかし、ある事件の際に美術館で待ち伏せしていたミッシェルがリリスに一目惚れしてしまう。

## 登場人物
声はドラマCD版の声優
リリーナ・コラーディ / 怪盗リリス
声 - 堀江由衣
主人公。貴族の娘で、学業・運動神経とも申し分ない才能に恵まれているが画家である兄のミッシェルが自分をヌードモデルにした絵ばかり描くのが悩み。しかし、大好きな兄の頼みを断ることが出来ないためモデルを引き受けつつも美術館に飾られた完成後の絵を怪盗リリスと名乗って盗むようになるが、ある事件で兄がリリスに一目惚れしてしまい複雑な立場に置かれてしまう。
去り際の決め台詞は「アリーヴェデルチ（Arrivederci）」。イタリア語で「さようなら」の意味。
ミッシェル・コラーディ
声 - 浪川大輔
リリーナの兄。画家であり、普段はリリーナとは離れて暮らしているがリリーナをヌードモデルに絵を描く時は実家に帰って来る。妹の裸婦画ばかりを描いている理由は明らかにされていないが、本人は純粋に少しでも多くの人に自分の作品を鑑賞してもらいたいと考えている。そのため、最初は自分の絵ばかりを盗むリリスを迷惑がっていたがある事件でリリスに遭遇し、一目惚れしてしまう。
センスは独特で、コラーディ家に伝わるレシピ『食べた者を恋に落とすチョコレート(食べた者が作り手に恋をするようになる)』の作製に挑んでいたリリーナのチョコを味見してリリーナを好きになり、積極的に迫るサーヤとそれに困惑するリリーナの姿を見て感性を刺激され2人の絵を描いたり、最終話では全裸の女性陣をモデルに絵を描いたりしている。
眼鏡を掛けており、裸眼では目の前のリリスをリリーナと判別出来ないほど視力が低く、リリスとの初遭遇時も眼鏡が外れてしまった為、リリスのことは正確には"リリーナくらいの年齢の少女"としか認識出来ていない。リリスに一目惚れして以降は、リリスの正体を見ない為に眼鏡を外してリリスと逢瀬を重ねる事になる。
リリスの正体こそ判別出来なかったが、リリーナと似た雰囲気は感じていた。
沙綾・コラーディ（サーヤ・コラーディ）
声 - 明坂聡美
リリーナたちの従妹。母方の実家である日本で暮らしていたが、ミッシェルに会うため留学を口実に帰郷。積極果敢にミッシェルにアプローチを仕掛け、リリーナを慌てさせている。巨乳。ファッションセンスが少しずれている。作中で様々なコスプレを披露する。
ソフィア
声 - 吉田真弓
コラーディ家に仕えるメイド。リリーナの相談役であり、当初から怪盗リリスの正体を知る唯一の人物。避暑に出かけてからミッシェルのことが気になり始めている。幽霊が苦手。
クルティウス
コラーディ家で先祖代々飼われている小型の翼竜。リリスが掴まって空を飛ぶ移動手段にもなっている。
アルト・フォン・バッカサ三世
バッカサ王国の王子。武者修行の旅中でリリスの事を知り、正義感からリリスを捕まえようとする。
剣の腕は確かでリリスを容易く追い詰めるが、お色気に耐性がなく、そこを突く形でリリスに逃げられている。
エミリー
アルト・フォン・バッカサ三世王子の従者。
エレノア
教会の一人娘。父親のために怪盗をしており、ミッシェルの絵を狙う。リリスの正体がリリーナであることを知っている。傘を使って空を飛べる。
ルーアン・エヴェレット
リリーナの15歳の誕生日の日にコラーディ家に来た少女。うさぎ耳カチューシャを頭につけている。ミッシェルの実妹。彼女の来訪で、イングランドのエヴェレット家とコラーディ家には古くから繋がりがあり、そして両家のお互いの文化を交流させるために同い年の子供同士を交換するという慣習があった事が明かされた。それに倣い、生まれて物心が付かないばかりのリリーナとルーアンが交換され、当人たちが15歳になるまでその事は伏せられていた。そのため、リリーナ達は知らなかったが、ルーアンは実の兄の存在は以前から知っていた様子。彼女もミッシェルが好きで、更にリリスやミッシェルの事情を知っており、ミッシェルに自分が怪盗リリスだと名乗り出る。

## 単行本
ガンガンコミックスより刊行（通常のガンガンコミックスと異なりB6判）。
1. 2007年 1月22日初版 ISBN 978-4-7575-1829-2
2. 2007年10月22日初版 ISBN 978-4-7575-2136-0
3. 2008年12月21日初版 ISBN 978-4-7575-2492-7

## ドラマCD
マリン・エンタテインメントより、2007年12月29日に発売。